# 官帽

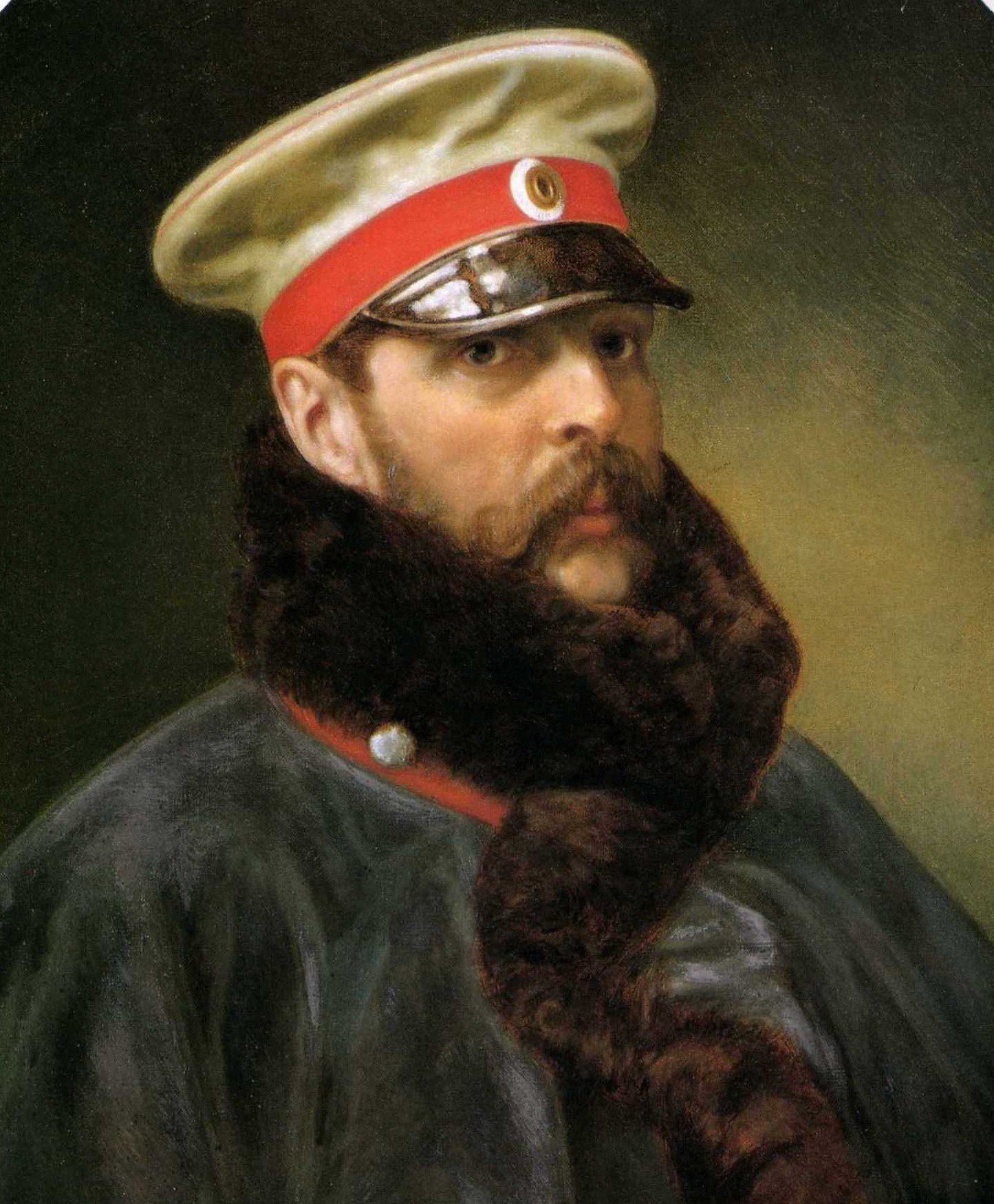
官帽を被ったアレクサンドル2世の肖像(1865年)

官帽（かんぼう）は、帽子の一種。軍隊や警察などの制帽として広く使用されている。英語では組織や用途などによってpeaked cap、forage cap、barracks cover、combination cap、uniform cap、service capなど様々に呼ばれる。
形状は国によって細かく異なり、例えば朝鮮人民軍の物は天井部分が非常に広く作られている。

## 歴史
官帽と呼ばれる帽子の原型は、19世紀頃に北欧の労働者らが着用していた帽子だとされる。ナポレオン戦争前後、ロシア帝国及びプロイセン王国は将校用制帽としてこれを採用した。この帽子は従来制帽として使用されてきた二角帽子やシャコー帽に比べると軽量かつ小型で、将校たちには非常に好まれたという。続くビーダーマイヤー時代には、ドイツやオーストリアで男性用の一般的な帽子として様々な階級の人々に使用されるようになる。一方、イギリスではハンチング帽の方がより好まれていた。
1846年に勃発した米墨戦争の最中、アメリカ陸軍はメキシコの熱帯気候に適応するべく制帽をシャコー帽から官帽に改めた。1827年にイギリスの警察が略帽として官帽を採用し、1856年にこれと同型のものがイギリス海軍の下士官用制帽として採用された。1902年にはイギリス陸軍も野戦服の更新に合わせて官帽を採用した。1902年から1917年までの間、アメリカ陸軍では全階級向けの礼装の一部としてダークブルーの官帽が採用されている。
ドイツ国防軍の官帽は、中のワイヤーを弄って形を変えるのが流行りだった。
そして、20世紀の間に官帽は世界各国の軍隊で将校用制帽として使用されるようになる。また警察組織も従来制帽として採用されていたケピ帽やヘルメットなどより実用的かつ手頃な装備品と見なして広く採用した。

## ギャラリー

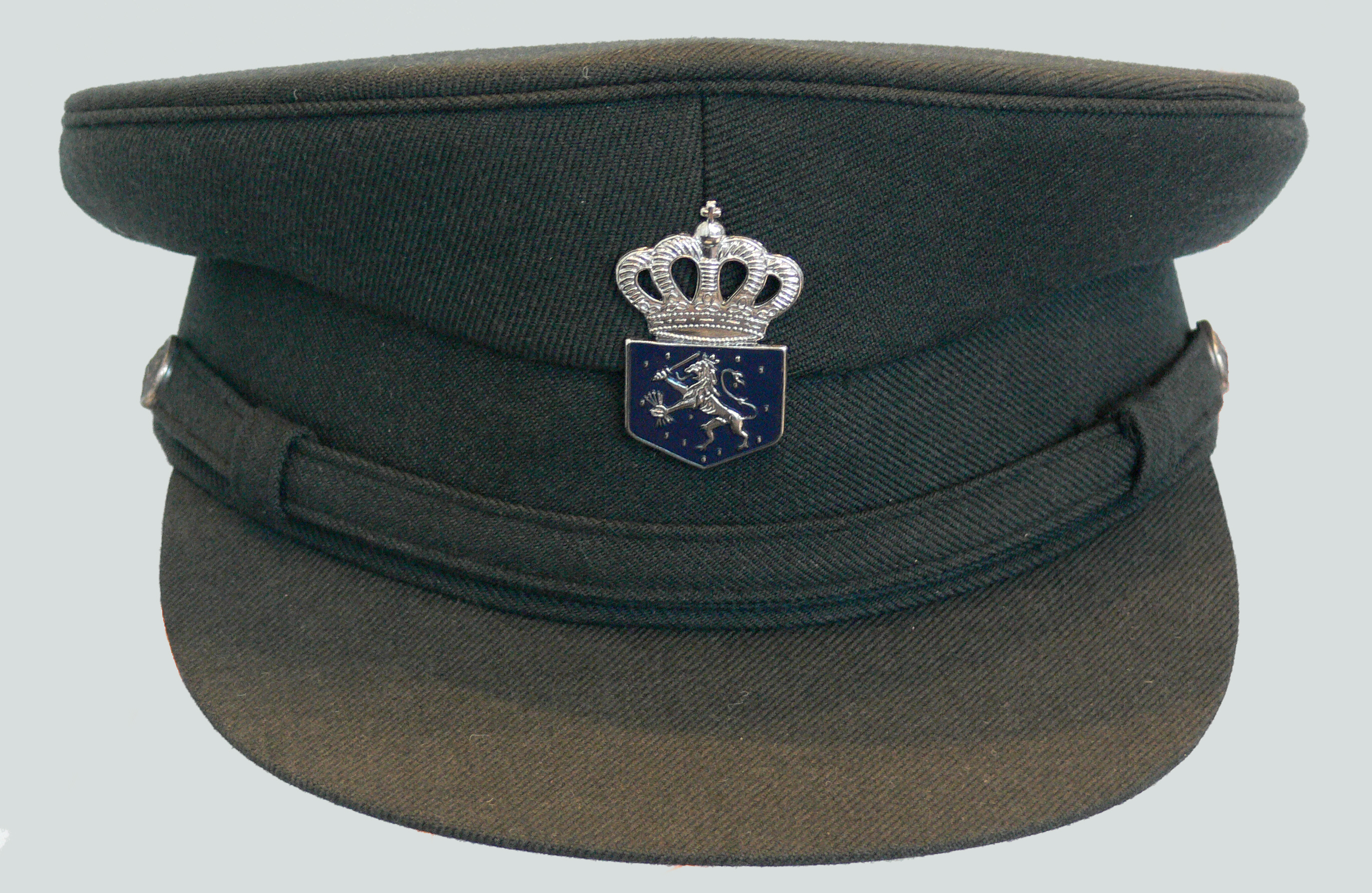
オランダ税関職員の官帽。
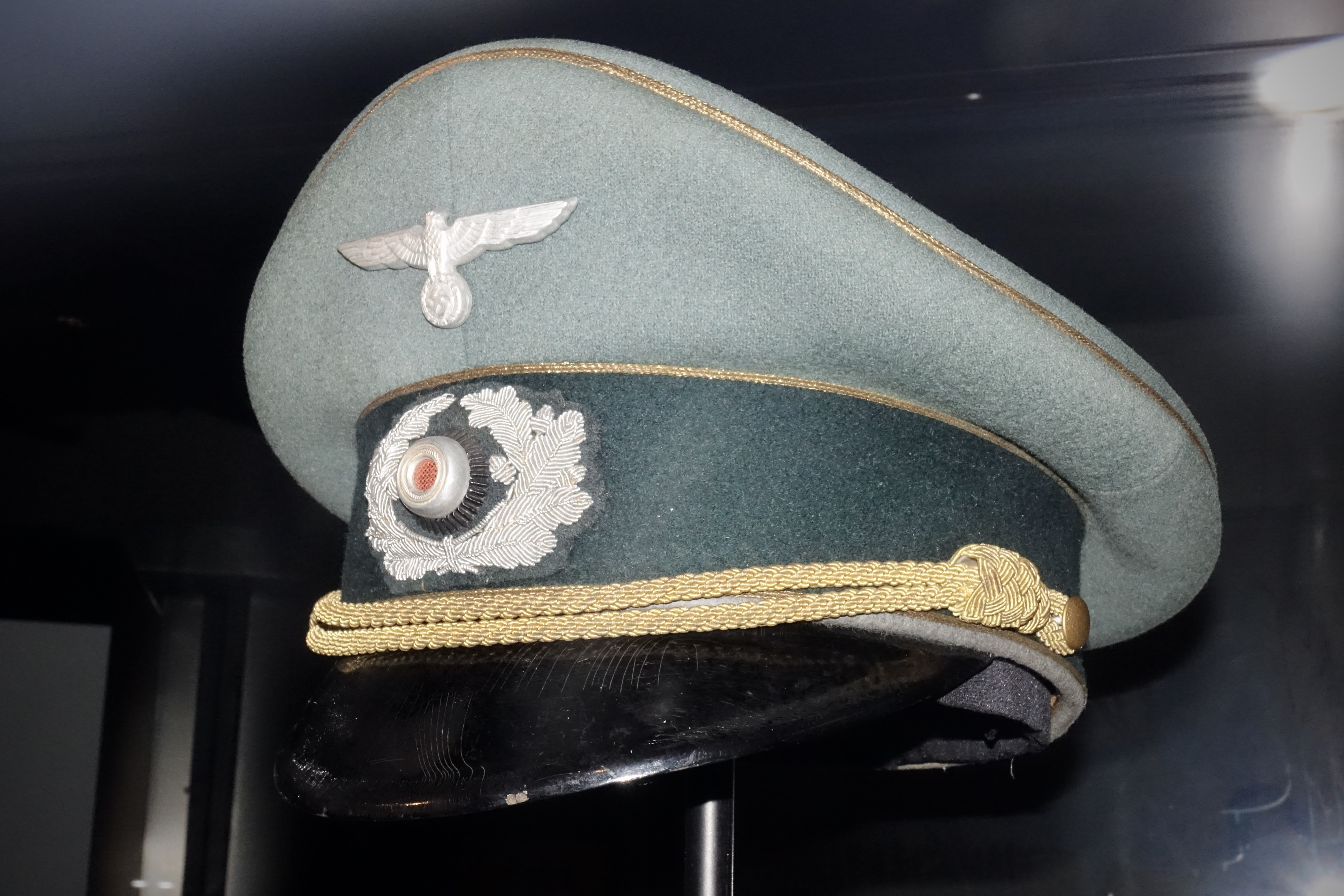
ドイツ国防軍陸軍将官の官帽。国章を付ける為に前部分天井が持ち上げられている。
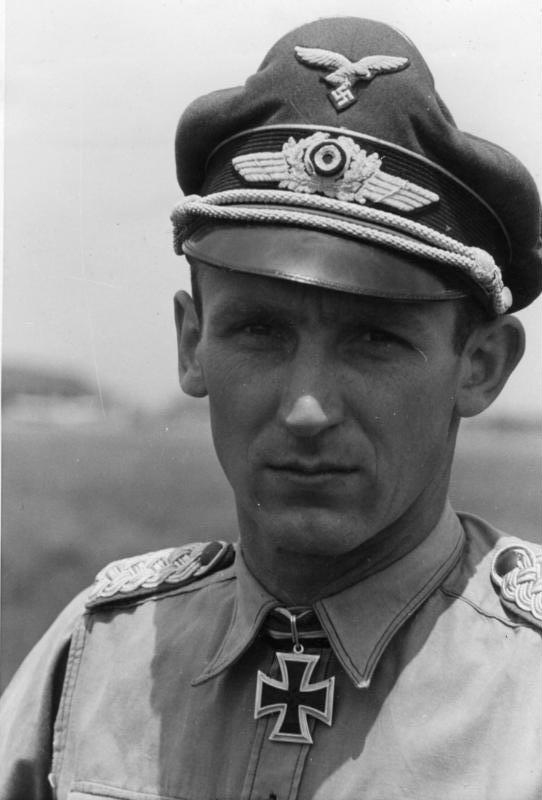
ドイツ国防軍空軍将校の制帽。ワイヤーが外され形が崩されている。
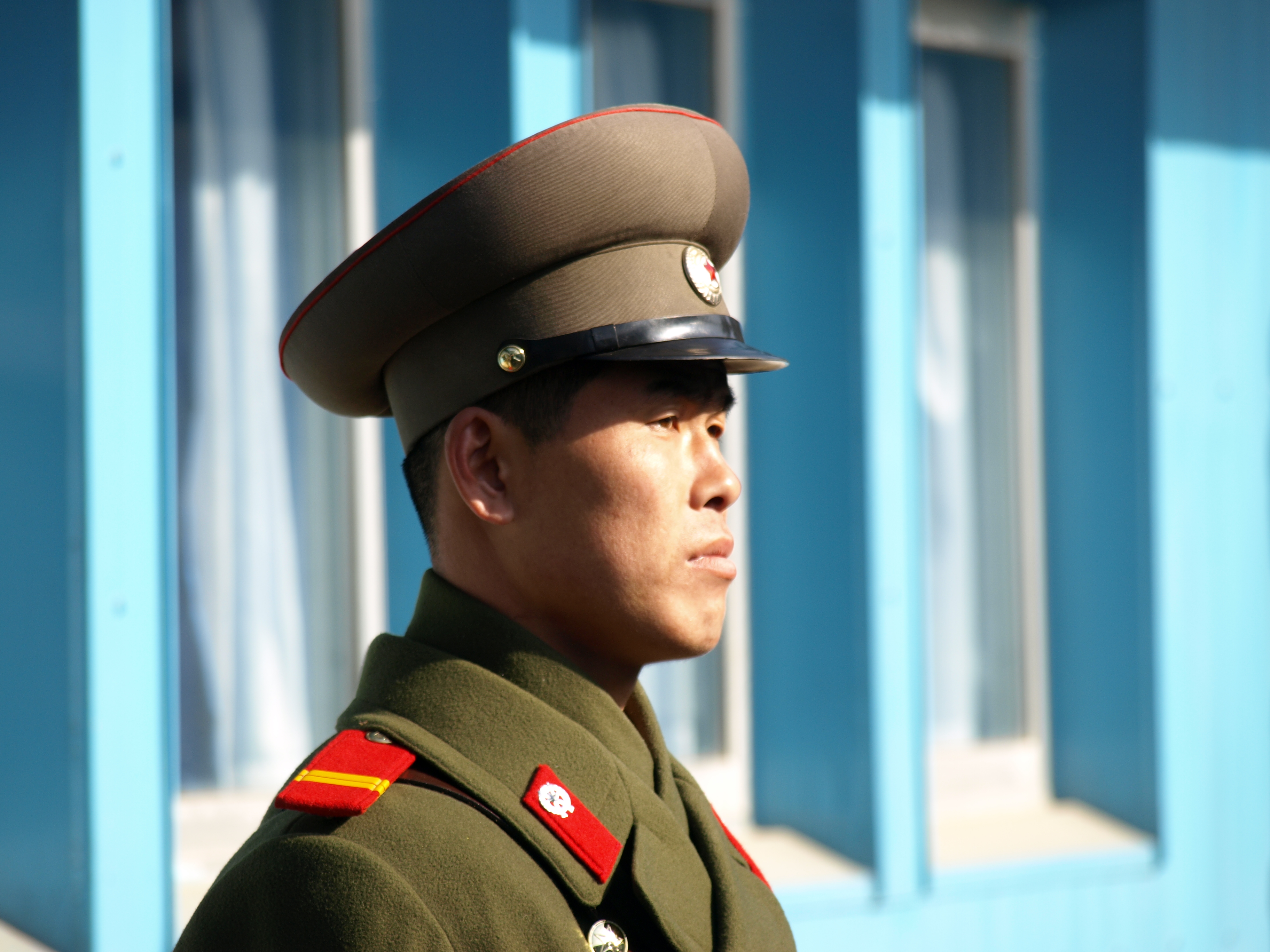
朝鮮人民軍の制帽。他国のものに比べて非常に大きいのがわかる。
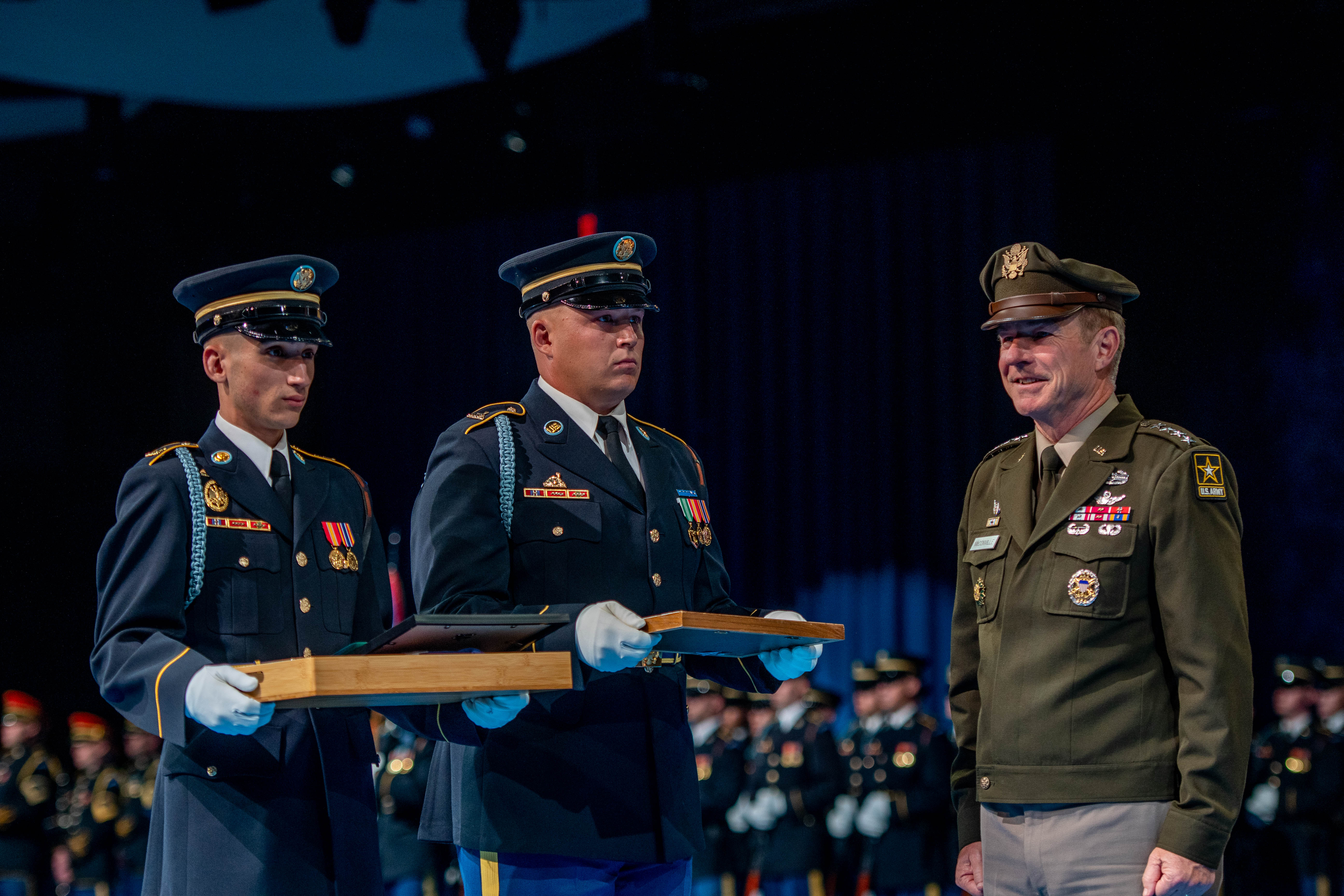
アメリカ陸軍のアーミーブルー・ユニフォームとアーミーグリーン・サービスユニフォームを着用した軍人。それぞれのユニフォームに合わせた官帽をかぶっている